# Lettomanoppello
Lettomanoppello est une commune italienne d'environ 2 840 habitants située dans la province de Pescara, dans la région Abruzzes, en Italie méridionale.

## Monuments et patrimoine
- Ermitage San Giovanni all'Orfento.

## Administration
| Période                                  | Période  | Identité           | Étiquette            | Qualité |
| ---------------------------------------- | -------- | ------------------ | -------------------- | ------- |
| 14 juin 2004                             | En cours | Osvaldo Trovarelli | Démocrates de gauche |         |
| Les données manquantes sont à compléter. |          |                    |                      |         |

### Hameaux
Chiuse, Fonte Marte, Lavino.

### Communes limitrophes
Abbateggio, Manoppello, Pretoro (CH), Roccamorice, Scafa, Serramonacesca, Turrivalignani.